# Tantilla schistosa
La culebrita de tierra roja (Tantilla schistosa) es una especie de serpiente que pertenece a la familia Colubridae.

## Distribución geográfica y hábitat
Es nativa del sur de México, Belice, Guatemala, Honduras, El Salvador, Nicaragua, Costa Rica, y Panamá. Su hábitat se compone de bosque húmedo. Su rango altitudinal oscila entre 0 y 1680 m s. n. m.. Es una especie terrestre que se alimenta principalmente de ciempiés y larvas de insectos.